# Капелинья
Капелинья (порт. Capelinha) — муниципалитет в Бразилии. входит в штат Минас-Жерайс. Составная часть мезорегиона Жекитиньонья. Входит в экономико-статистический микрорегион Капелинья, который входит в Жекитиньонья. Население составляет 35 422 человека на 2006 год. Занимает площадь 965,901 км². Плотность населения — 36,7 чел./км².
Праздник города — 10 сентября. 

## История
Город основан в 1809 году.

## Статистика
- Валовой внутренний продукт на 2003 год составляет 87 936 248,00 реалов (данные: Бразильский институт географии и статистики).
- Валовой внутренний продукт на душу населения на 2003 год составляет 2624,96 реалов (данные: Бразильский институт географии и статистики).
- Индекс развития человеческого потенциала на 2000 год составляет 0,673 (данные: Программа развития ООН).

## География
Климат местности: субтропический. В соответствии с классификацией Кёппена, климат относится к категории Cfa.